# 1519 en littérature
| Années de la littérature : 1516 - 1517 - 1518 - 1519 - 1520 - 1521 - 1522    |
| Décennies de la littérature : 1480 - 1490 - 1500 - 1510 - 1520 - 1530 - 1540 |

Cet article présente les faits marquants de l'année 1519 en littérature.

## Événements
- Arrivée à Paris des premières brochures de Luther[1].

## Parutions
- 1er mars : première édition des Colloques d’Érasme, critique à l’encontre de l’Église catholique et de ses superstitions, publiée à Louvain, chez Thierry Martens sous le titre Familiarium colloquiorum formulæ et alia quædam per Erasmum recognita. Une édition augmentée parait en 1522[2].
- 30 mai : Claribalte, roman de chevalerie de Gonzalo Fernández de Oviedo est publié chez Juan Viñao à Valence[3].

- Première édition de la La Grant Monarchie de France, Claude de Seyssel, imprimé à Paris pour Regnault Chaudière[4].

- 1519-1523 : Daniel de Bomberg réalise à Venise la première édition du Talmud de Babylone[5].
- 1519-1530 : rédaction du Livre de raison de maitre Nicolas Versoris, avocat au parlement de Paris, édité en 1885 par l'archiviste Gustave Fagniez[6].

## Naissances
- 14 mars : Eustache Knobelsdorf, poète.

## Décès
- 27 juillet : Zanobi Acciaiuoli, moine dominicain italien, écrivain, traducteur, responsable de la bibliothèque du Vatican, né le 25 mai 1461.
- Vers 1519 : Bernardino Corio, historien et humaniste italien, né le 8 mars 1459.